# Sacheon
Sacheon (Sacheon-si; 사천시; 泗川市), è una città della provincia sudcoreana del Sud Gyeongsang.